# Tetragnatha insulata
Tetragnatha insulata este o specie de păianjeni din genul Tetragnatha, familia Tetragnathidae, descrisă de Hogg, 1913.
Este endemică în Falkland Is.. Conform Catalogue of Life specia Tetragnatha insulata nu are subspecii cunoscute.